# Glattzahn-Schwarzspitzenhai
Der Glattzahn-Schwarzspitzenhai (Carcharhinus leiodon) ist eine Art der Gattung Carcharhinus innerhalb der Requiemhaie (Carcharhinidae). Er ist bislang nur durch den Fang eines männlichen Tieres im Golf von Aden sowie durch 47 weitere Exemplaren, die 2008 auf Fischmärkten der gesamten Arabischen Halbinsel aufgespürt wurden, bekannt. Es handelt sich um einen kleinen Hai; der Holotyp hatte eine Gesamtlänge von etwa 75 Zentimetern, die auf den Fischmärkten gefundenen Exemplare waren bis 165 cm groß. Wie alle Arten der Gattung besitzen die Tiere fünf Kiemenspalten und haben kein Spritzloch.

## Lebensweise
Über die Lebensweise der Art ist nichts bekannt. Wahrscheinlich ernährt er sich wie alle anderen Arten der Gattung räuberisch von Fischen und Wirbellosen.  Auch ist er wahrscheinlich lebendgebärend und bildet eine Dottersack-Plazenta aus (plazental vivipar).

## Systematik
Für den Glattzahn-Schwarzspitzenhai (C. leiodon) wurde eine Zugehörigkeit zu der ehemaligen Gattung der Nachthaie aufgrund der Zahnform diskutiert. Damit ist er wahrscheinlich in die Verwandtschaft des Atlantischen Nachthais (C. signatus), des Pondicherryhais (C. hemiodon) und des Hartnasenhais (C. macloti) einzuordnen.